# Regimento Interno do Supremo Tribunal Federal
O Regimento Interno do Supremo Tribunal Federal do Brasil é  o diploma legal que rege, com égide na Constituição, os trâmites e o funcionamento administrativo do Supremo Tribunal Federal, a corte do poder judiciário do Brasil.

## História
O STF foi criado pelo artigo 163 da Constituição brasileira de 1824 como Supremo Tribunal de Justiça  e a ordem constitucional foi regulamentada pela Carta de Lei Imperial de 18 de setembro de 1828 e instalado no dia 9 de janeiro de 1829. Com a Constituição republicana foi denominado para Supremo Tribunal Federal.
Em 1891 edita um Regimento que foi revogado por outro em 1909; substituído pelo de 1940 que vigorou até o ano de 1970 e que, por sua vez, foi revogado pelo atual RISTF aprovado e oficializado no dia 15 de outubro de 1980 e publicado no Diário da Justiça em 27 de outubro daquele corrente ano.

## Corpo
O corpo ou texto do Regimento Interno atual é organizado com uma literatura com 359 artigos.

### Ratificadores
O Regimento vigorante teve como signatários a então composição de ministros:
- Antônio Neder, presidente
- Francisco Manoel Xavier de Albuquerque, vice-presidente
- Djaci Falcão
- Thompson Flores
- Leitão de Abreu
- João Baptista Cordeiro Guerra
- José Carlos Moreira Alves
- Carlos Fulgêncio da Cunha Peixoto
- Pedro Soares Muñoz
- Décio Meireles de Miranda
- Luís Rafael Mayer.